# Planetarian Original SoundTrack
『planetarian Original SoundTrack』は、Key Sounds Labelから発売されたサウンドトラック。

## 概要
パソコンゲーム『planetarian 〜ちいさなほしのゆめ〜』のサウンドトラックCD。2006年8月11日より開催されたコミックマーケット70で先行販売され、同年12月28日より一般販売された。

## 収録曲
太字はボーカル曲。作曲・編曲は「Human Warrior」を除き、すべて戸越まごめ。
1. 星の世界 〜Opening〜
2. 星めぐりの歌 〜Honky Tonk〜
3. 星めぐりの歌 〜Metronome〜
4. 雨とロボット
5. 星めぐりの歌 〜Winter's tale〜
6. Gentle Jena
7. 全き人
8. 慈しみ深き
  - 原曲は賛美歌のいつくしみ深き（1も同じ）。
9. 星めぐりの歌
  - 作詞・作曲：宮沢賢治、編曲：戸越まごめ、歌：MELL
  - 主題歌。宮沢賢治による詩曲「星めぐりの歌」をアレンジしたものである。
  - 2016年配信のWEBアニメ『Planetalian〜ちいさなほしのゆめ〜』第5話のエンディング曲である。
10. Gentle Jena 〜Extended Version〜
  - 6のアレンジバージョン。本CDのための書き下ろし曲。
11. Human Warrior
  - 作曲：折戸伸治
  - ゲーム中未使用。本CDのための書き下ろし曲。
12. 星めぐりの歌 〜Short Version〜
  - 9のショートバージョン。ゲームのエンディングに使用したものである。